# درزداران
درزداران(نام علمی: Schizophora) نام یک section از زیرراسته کوتاه‌شاخکان است.